# Fiera di Grottaferrata
La Fiera Nazionale di Grottaferrata è uno storico evento fieristico nazionale che si tiene annualmente nel mese di marzo a Grottaferrata, in provincia di Roma, nell'area dei Castelli Romani. Dagli anni sessanta del Novecento la fiera è riconosciuta come vetrina nazionale per i macchinari agricoli adatti alle zone collinari e montane, anche se recentemente il campionario esposto si è allargato anche al commercio, all'artigianato ed alla piccola industria.

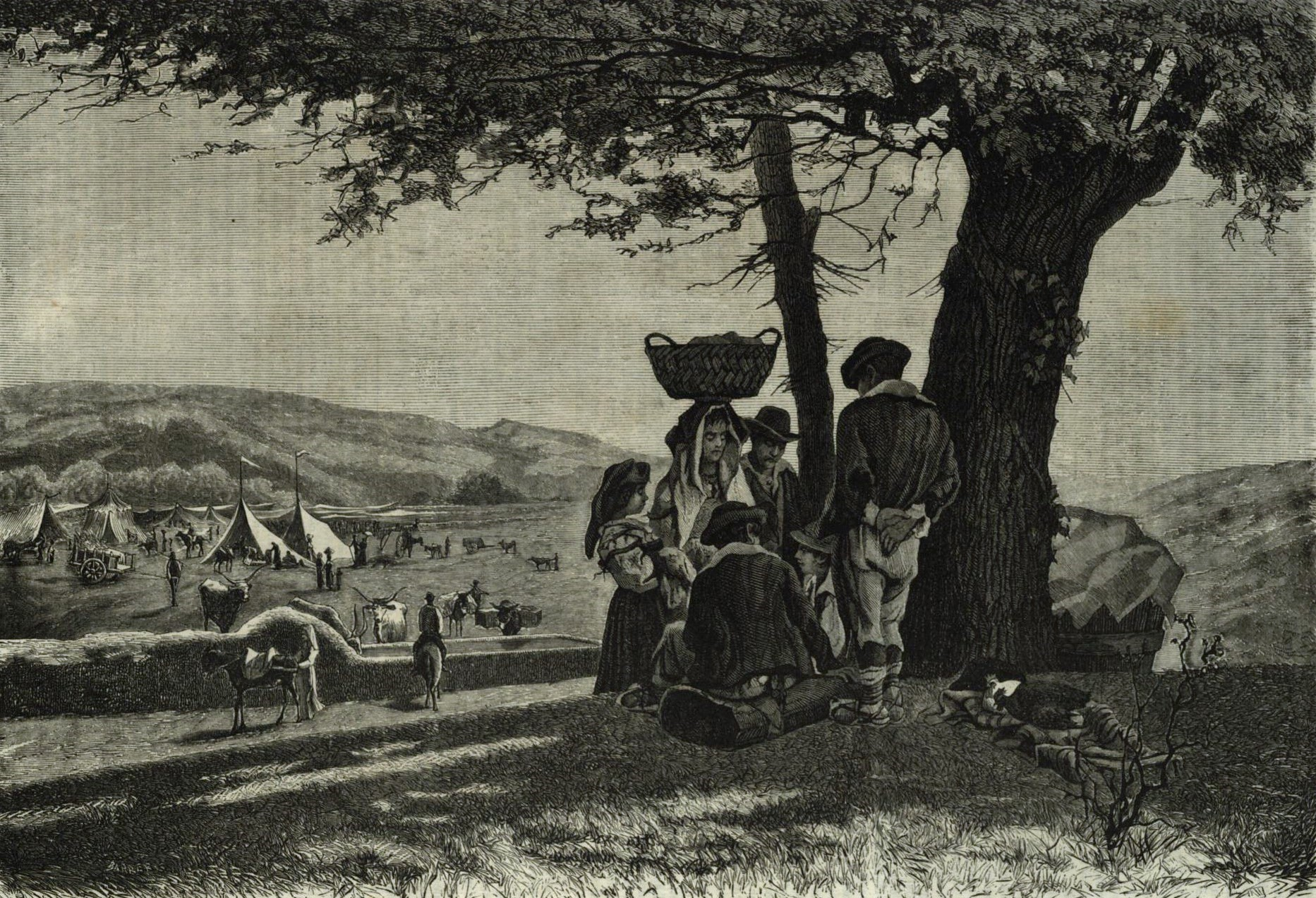
La fiera di Grottaferrata in una xilografia di fine Ottocento.

## Storia
Nel 1004 il monaco basiliano san Nilo da Rossano fondò presso il XII miglio della via Anagnina l'abbazia di Santa Maria di Grottaferrata. Dopo la sua morte, gli archimandriti che gli succedettero portarono a termine la costruzione della chiesa abbaziale, dedicata alla Madonna di Grottaferrata, che fu consacrata nel 1024 da papa Giovanni XIX. L'abbazia diventò ben presto un luogo molto importante, tanto che possedeva numerosi feudi nel Lazio e nel Mezzogiorno d'Italia e la comunità contava fino a 200 monaci basiliani: nel 1048 addirittura papa Benedetto IX volle ritirarsi nell'abbazia per riparare ai suoi peccati di gioventù, e qui morì nel 1065. Diversi papi, in forza dell'importanza storica di questo cenobio greco in terra latina, riconobbero all'abbazia criptense l'autonomia rispetto ai cardinali vescovi di Frascati.
L'importanza del luogo di culto spinse quindi tanti pellegrini a visitare l'abbazia, specialmente in due giorni importanti: il 25 marzo, festa dell'Annunciazione del Signore, e l'8 settembre, festa della Natività della Beata Vergine Maria. La fiera probabilmente nacque in conseguenza di questa grande affluenza di pellegrini, per l'esigenza di sfamare e soddisfare questo grande numero di persone. Il paese di Grottaferrata non esisteva, e comunque l'agglomerato già esistente attorno all'abbazia non superò i 500 abitanti prima degli anni quaranta dell'Ottocento quando il comune ottenne l'autonomia amministrativa: la fiera si sviluppò così lungo le due principali strade di accesso all'abbazia, l'"Olmata" e lo "Stradone", corrispondenti alle attuali viale San Nilo e corso del Popolo.
La prima fiera del mese di marzo ci è attestata nel 1462 da papa Pio II nei suoi "Commentarii": il papa Umanesimo|umanista notava che "vino madente plebe, raro sine caede peraguntur", ovvero "raramente [la fiera] termina senza un omicidio, poiché la plebe trasuda vino". Per prevenire atti di violenza le autorità pontificie minacciarono con tre tratti di corda ed una multa chiunque fosse in possesso di un'arma, e con l'ergastolo chi fosse trovato in possesso di armi non ordinarie. La prima attestazione della fiera di settembre risale invece al 1605. Tuttavia, questa carenza di informazioni può essere determinata dalla perdita dei documenti dell'abbazia antecedenti al 1567, che potevano fornire lumi sulla nascita della fiera.
Fu solo nel 1761 che papa Clemente XIII, dietro richiesta dell'Abate Commendatario Carlo Rezzonico, autorizzò ufficialmente lo svolgimento delle due fiere criptensi, esentandole da ogni tassa e concedendo piena libertà di commercio. Questo riconoscimento contribuì una notevole crescita dell'importanza della fiera di Grottaferrata, che nel corso del Settecento e dell'Ottocento venne visitata e descritta da diversi viaggiatori stranieri del Grand Tour come Maria Casimira Luisa de la Grange d'Arquien, vedova di Giovanni III Sobieski di Polonia, lo scrittore tedesco Richard Voss ed il poeta tedesco Hans Barts.
Se fino alla seconda metà del Novecento la fiera di settembre era stata la più importante tra le due, attualmente il rapporto è radicalmente cambiato: la fiera di settembre sopravvive come rievocazione storica nel cortile dell'abbazia di Santa Maria di Grottaferrata con il nome di "'Ce steva na vota" ("c'era una volta"), mentre la fiera di marzo è diventata una delle vetrine nazionali più importanti per l'esposizione di macchinari agricoli e per l'artigianato. Nel 1966 l'Ente Nazionale Prevenzioni Infortuni scelse la fiera di marzo come luogo di promozione nazionale dei macchinari agricoli adatti alla produzione agricola nelle zone collinari, caratteristica che venne riconosciuta alla fiera da un apposito decreto ministeriale. La denominazione dell'evento venne in seguito convertita in "fiera nazionale dell'agricoltura, del commercio, dell'artigianato e della piccola industria", e nel 1985 furono utilizzati per la prima volta padiglioni in tensostruttura. Solo dal 1996 la fiera si è spostata in un vasto piazzale asfaltato presso via del Grottino e viale San Nilo, coprendo un'area di 14.000 m2, di cui 12.000 m2 coperti da tensostrutture.